# Why Not Productions
Why Not Productions es una productora cinematográfica pública francesa fundada por los productores Pascal Caucheteux y Grégoire Sorlat en 1990. Su principal foco es el cine de autor francés, pero también coproduce películas de otros países. Algunos de los cineastas asociados a la compañía son Arnaud Desplechin, Jacques Audiard, Xavier Beauvois y Ken Loach. En 2011, las películas tenían un presupuesto medio de cinco a seis millones de euros. 

## Descripción general
Why Not Productions fue fundada en 1990 en París por Pascal Caucheteux, cazatalentos de directores con pasado en la UGC , y el banquero Grégoire Sorlat, especializado en inversiones cinematográficas. La primera película que produjeron fue La Sentinelle (1992) de Arnaud Desplechin.
El modelo comercial de la empresa consiste en producir películas con un presupuesto de 3 o 4 millones de euros, inferior a la media francesa de 7 (ahorrando, por ejemplo, en el salario de los actores ), pero dejando todo el tiempo necesario a los realizadores durante la fase de producción. redacción y postproducción aunque esto pueda suponer un aumento de costes debido a la cobertura de patrocinadores y socios, que sólo llegarían una vez finalizada la producción. El acuerdo también incluye estar disponibles para cualquier nueva filmación , de la cual se han beneficiado abundantemente, por ejemplo All the Beats of My Heart y White Material.
Este enfoque «amigable con el autor» le granjeó la fidelidad de numerosos directores, que volvieron a trabajar con Why Not en cada película, en primer lugar con Desplechin, cuya filmografía completa fue producida por este último. Entre otros: Bruno Podalydès , con sus nueve películas; Ken Loach, con seis películas desde My Friend Eric (2009), entre ellas la Palma de Oro I, de Yo, Daniel Blake; Jacques Audiard y Xavier Beauvois con cinco; Gregg Araki, Cristian Mungiu y Jean-François Richet con cuatro; entre los directores cuyas carreras se basaron en la fundación de la empresa o que nunca se habían cruzado con ella, también produjo varias películas de Philippe Garrel y Claire Denis.  En 2011, la revista Télérama la eligió "la creadora del cine francés".
Las películas producidas por Why Not han ganado numerosos premios, entre ellos dos Palmas de Oro en el Festival de Cannes (Dheepan y Yo, Daniel Blake) y tres premios César a la mejor película ( Todos los latidos de mi corazón , Un profeta y De dioses y hombres). Tampoco faltaron fracasos como Esther Kahn, Bancs publics y Versailles rive droite.
Fuera del cine de autor, la empresa se ha diversificado coproduciendo películas como la superproducción de terror estadounidense The Purge o la película de animación de Studio Ghibli The Red Turtle. En 2001, se hizo cargo del cine más antiguo de París, el Cinéma du Panthéon, para remodelarlo y utilizarlo luego como sala de cine para sus películas.

## Filmografía
- In the Soup (1992), dirigida por Alexandre Rockwell
- The Sentinel (La sentinelle) (1992), dirigida por Arnaud Desplechin
- The Birth of Love (La naissance de l'amour) (1993), dirigida por Philippe Garrel
- Don't Forget You're Going to Die (N'oublie pas que tu vas mourir) (1995), dirigida por Xavier Beauvois
- My Sex Life... or How I Got into an Argument (Comment je me suis disputé... (ma vie sexuelle)) (1996), dirigida por Arnaud Desplechin
- Louis & Frank (1998), dirigida por Alexandre Rockwell
- Wild Innocence (Sauvage innocence) (2001), directed by Philippe Garrel
- The Perfume of the Lady in Black (2005), dirigida por Bruno Podalydès
- Assault on Precinct 13 (2005), dirigida por Jean-François Richet
- The Beat That My Heart Skipped (De battre mon coeur s'est arrêté) (2005), dirigida por Jacques Audiard
- Kings and Queen (Rois et reine) (2005), dirigida por Arnaud Desplechin
- The Young Lieutenant (Le petit lieutenant) (2005), dirigida por Xavier Beauvois
- A Christmas Tale (Un conte de Noël), directed by Arnaud Desplechin
- Looking for Eric (2009), dirigida por Ken Loach
- A Prophet (Un prophète) (2009), dirigida por Jacques Audiard
- Tales from the Golden Age (Amintiri din epoca de aur) (2009), dirigida por Hanno Höfer, Cristian Mungiu, Constantin Popescu, Ioana Uricaru, and Răzvan Marculescu
- White Material (2009), dirigida por Claire Denis
- Of Gods and Men (Des hommes et des dieux) (2010), directed by Xavier Beauvois
- Beloved (Les bien-aimés) (2011), dirigida por Christophe Honoré
- The Angels' Share (2012), dirigida por Ken Loach
- Beyond the Hills (După dealuri) (2012), dirigida por Cristian Mungiu
- Rust and Bone (De rouille et d'os) (2012), dirigida por Jacques Audiard
- Jimmy's Hall (2014), dirigida por Ken Loach
- The Price of Fame (La rançon de la gloire) (2014), directed by Xavier Beauvois
- Comme un avion (2015), dirigida por Bruno Podalydés
- Dheepan (2015), dirigida por Jacques Audiard
- My Golden Years (Trois souvenirs de ma jeunesse) (2015), dirigida por Arnaud Desplechin
- I, Daniel Blake (2016), dirigida por Ken Loach
- The Red Turtle (2016), dirigida por Michaël Dudok de Wit
- Bécassine (2018), dirigida por Bruno Podalydès[5]
- The Sisters Brothers (2018), dirigida por Jacques Audiard
- A Faithful Man (2018) dirigida por Louis Garrel
- DNA (2020) dirigida por Maïwenn
- Deception (2021) dirigida por Arnaud Desplechin[6]
- The Crusade (2021) dirigida por Louis Garrel
- Brother and Sister (2022) dirigida por Arnaud Desplechin[7]
- Jeanne du Barry (2023) dirigida por Maïwenn[8]
- Emilia Pérez (2024) dirigida por Jacques Audiard